# الحزب الشيوعي في الدنمارك
الحزب الشيوعي في الدنمارك (بالدنماركية: Kommunistisk Parti i Danmark)‏ هو حزب سياسي شيوعي في الدنمارك.
تأسس الحزب في عام 1990، باعتبارها انشقاقًا عن الحزب الشيوعي الدنماركي. عارض مؤسسو الحزب قرار الحزب الشيوعي الدنماركي (مع الفصائل السياسية الأخرى) بإنشاء حزب تحالف الأحمر والأخضر السياسي. يمكن اعتبار الحزب على أنه أرثوذكسي أيديولوجيا أكثر من الحزب الشيوعي الدنماركي.
الحزب هو واحد من أربعة أحزاب شيوعية نشطة في الدنمارك. شهدت السنوات الأخيرة، محاولات من الحزب الشيوعي الدنماركي، والحزب الشيوعي في الدنمارك والحزب الشيوعي لتشكيل حزب شيوعي موحد لكنها باءت بالفشل. رفض الحزب الشيوعي الرابع، حزب العمال الشيوعي المشاركة في المحادثات.